# Orbisonia
Orbisonia és una població dels Estats Units a l'estat de Pennsilvània. Segons el cens del 2000 tenia 425 habitants.

## Demografia
Segons el cens del 2000, Orbisonia tenia 425 habitants, 198 habitatges, i 109 famílies. La densitat de població era de 1.823,3 habitants/km².
Dels 198 habitatges en un 24,2% hi vivien nens de menys de 18 anys, en un 42,4% hi vivien parelles casades, en un 8,6% dones solteres, i en un 44,9% no eren unitats familiars. En el 44,4% dels habitatges hi vivien persones soles el 29,8% de les quals corresponia a persones de 65 anys o més que vivien soles. El nombre mitjà de persones vivint en cada habitatge era de 2,15 i el nombre mitjà de persones que vivien en cada família era de 3.
Per edats la població es repartia de la següent manera: un 22,8% tenia menys de 18 anys, un 4,7% entre 18 i 24, un 24% entre 25 i 44, un 21,4% de 45 a 60 i un 27,1% 65 anys o més.
L'edat mediana era de 44 anys. Per cada 100 dones de 18 o més anys hi havia 82,2 homes.
La renda mediana per habitatge era de 25.000 $ i la renda mediana per família de 38.333 $. Els homes tenien una renda mediana de 31.250 $ mentre que les dones 20.625 $. La renda per capita de la població era de 16.911 $. Entorn del 5,8% de les famílies i l'11% de la població estaven per davall del llindar de pobresa.

## Poblacions més properes
El següent diagrama mostra les poblacions més properes.